# Schifffahrtsmuseum Stavanger

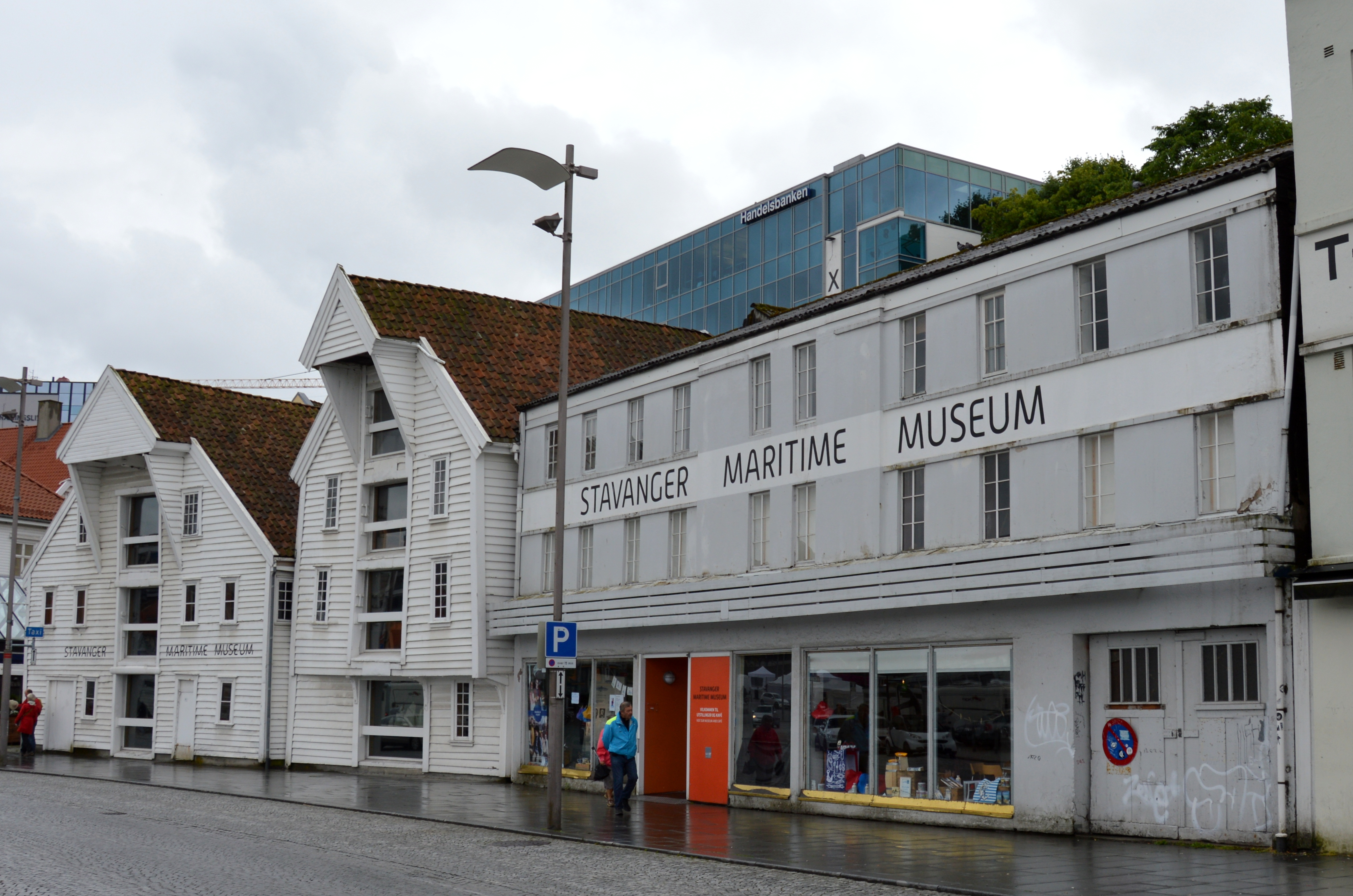
Schifffahrtsmuseum Stavanger, 2017

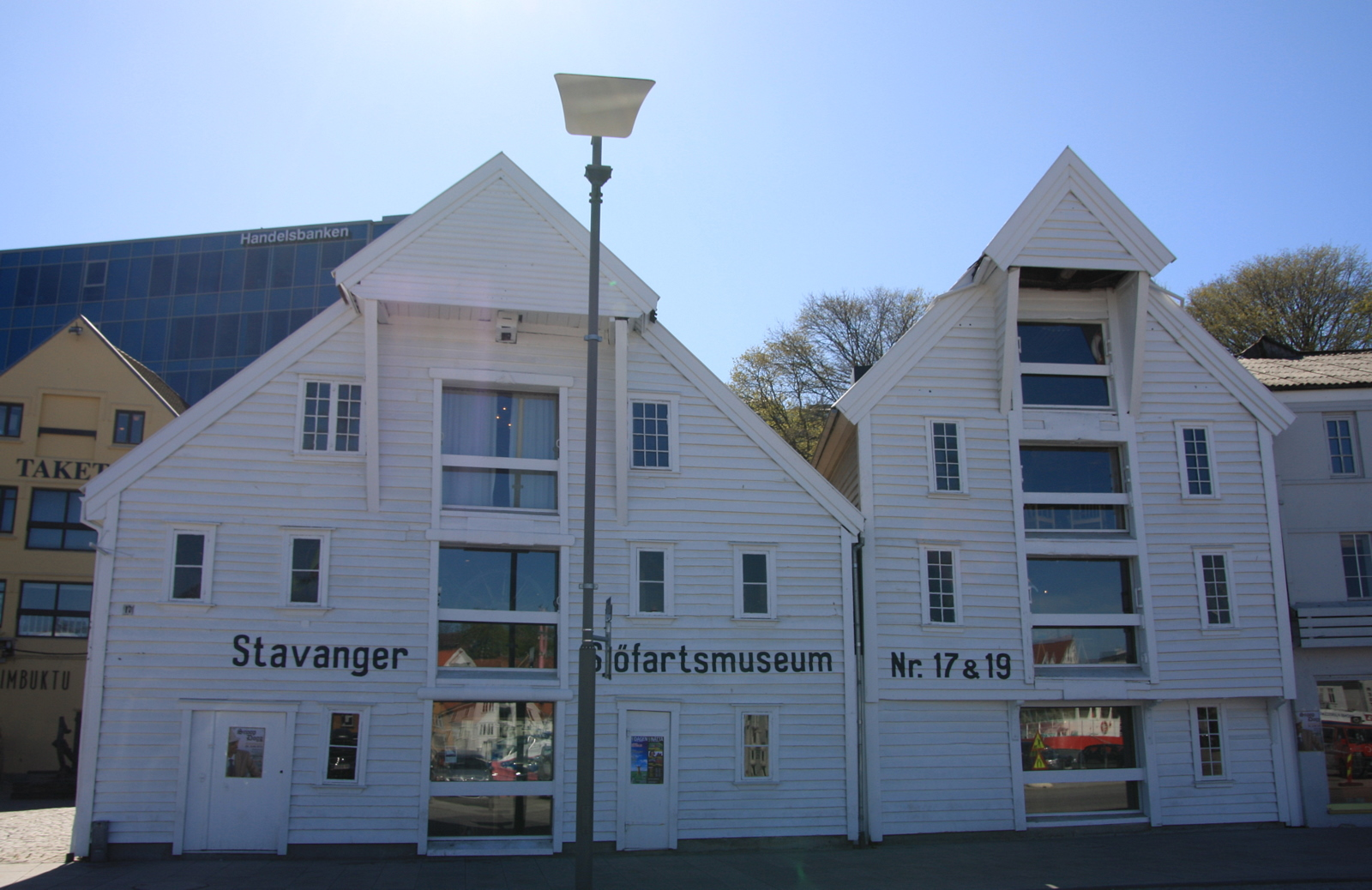
2010

Das Schifffahrtsmuseum Stavanger (norwegisch Stavanger maritime museum) ist ein Museum in der norwegischen Stadt Stavanger.
Es befindet sich an der Adresse Strandkaien 22 auf der Westseite des Hafens Vågen. Die Adresse der rückseitigen Gebäudeteile lautet Nedre Strandgate 17 und 19.

## Geschichte
Gegründet wurde das im Jahr 1926 auf Initiative der örtlichen Reedervereinigung, Seemannsvereins und des Museums Stavanger. Von 1926 bis 1985 war es im Gebäude des Museums Stavanger an der Adresse Muségaten 16 untergebracht. Es zog dann 1985 an seinen heutigen Standort. Dafür wurden historische der Stadt Stavanger gehörenden Speicherhäuser aus der Zeit von 1770 bis 1840 ab Anfang der 1980er Jahre umgebaut. Die Neueröffnung erfolgte im Mai 1985. Die entsprechenden Restaurierungsarbeiten waren Anlass für die Vergabe des Europa-Nostra-Preises an das Museum.
Noch bis zum Anfang des 20. Jahrhunderts konnten Schiffe bis unmittelbar an die Kaufmannshäuser fahren und Waren umschlagen. Es entstanden dann jedoch die heutigen Kaianlagen und Straßen, die die Gebäude vom Wasser trennen. Zur Rückseite, zur Nedre Strandgate, sind die Hauptgebäude des Komplexes mit Wohnungen, Büros und einem Gemischtwarenladen angeordnet. Die zur Anlage gehörenden terrassenartigen ansteigenden Gärten und der Groombrønnen liegen noch westlich hiervon auf der anderen Straßenseite.

## Ausstellungen und Einrichtungen

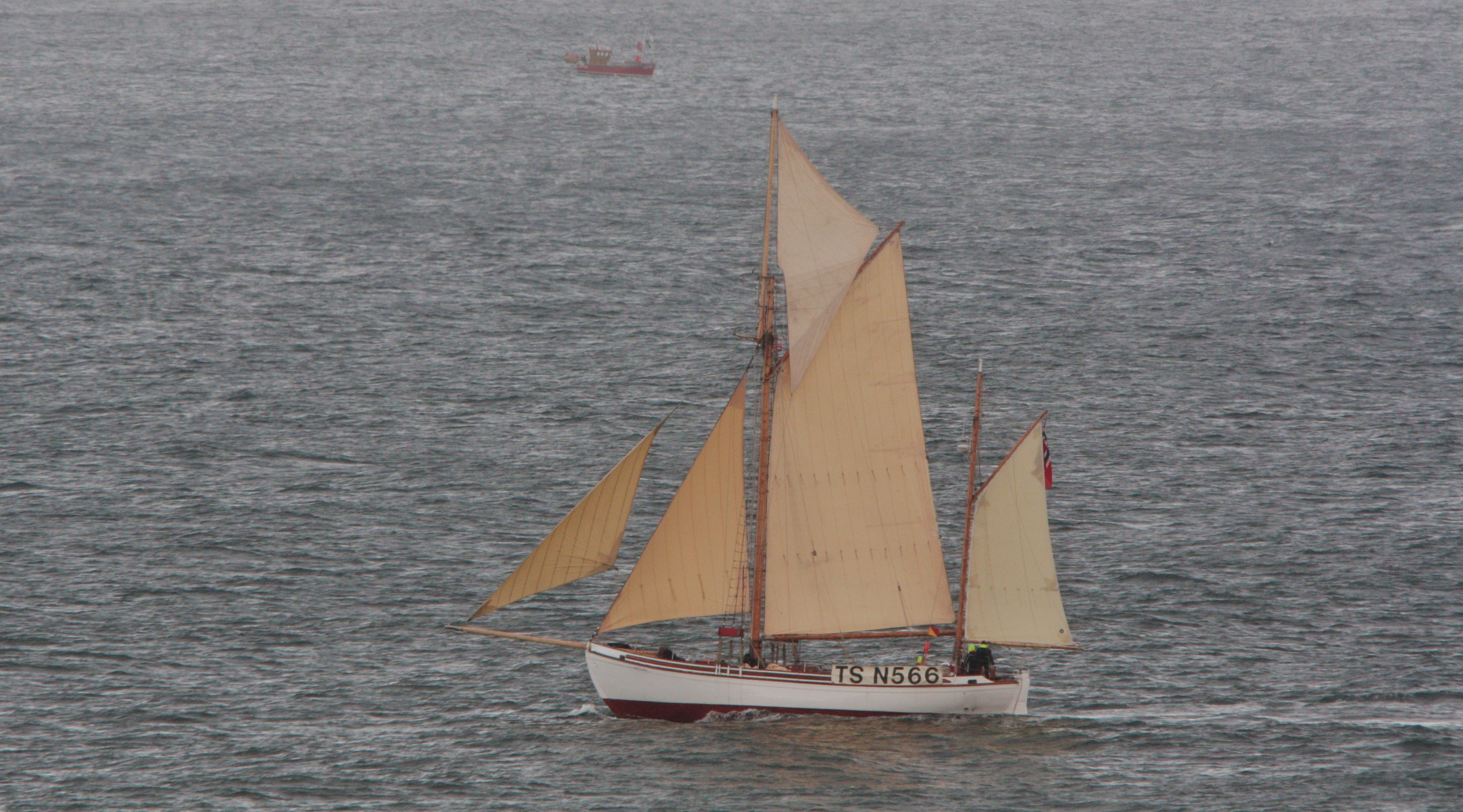
Wyvern

Im Museum wird die Entwicklung der Schifffahrt aber auch des Schiffsbaus und des Handels insbesondere seit Anfang des 19. Jahrhunderts thematisiert. Neben maritimen Sammlungen wird das Kontor einer Reederei, die Wohnung eines Kaufmanns, ein Krämerladen aus dem Jahr 1900 und das Innere einer Kajüte gezeigt.
Zum Museum gehört eine Sammlung von etwa 48.300 historischen Fotografien aus der Zeit zwischen 1895 und 1960 mit einem Schwerpunkt auf maritimen Motiven. Außerdem sind ungefähr 6.000 technische Zeichnungen der lokalen Werften Stavanger Støberi & Dok und Rosenberg Mekanisk Verksted sowie von in der Region genutzten Schiffen Teil der Sammlung.
Dem Schifffahrtsmuseum gehören darüber hinaus zwei historische Schiffe. Die Anna af Sand ist eine 1848 in Hardanger gebaute Schaluppe. Das andere Schiff ist die 1897 erbaute Yacht Wyvern.
Das Museum ist außerdem als staatliche Behörde zuständig für den Schutz von Unterwasserkulturdenkmalen in Rogaland.
Im Museum befindet sich ein Café und ein Museumsshop.